# Jimma
Jimma è una delle zone amministrative in cui è suddivisa la Regione di Oromia in Etiopia.

## Woreda
La zona è composta da 22 woreda:
1. Agaro town
2. Botor Tolay
3. Chora
4. Dedo
5. Gera
6. Goma
7. Gumay
8. Jimma town
9. Kersa
10. Limu Kosa
11. Limu Seka
12. Mancho
13. Mena
14. Nono Benja
15. Omo Beyam
16. Omo Nada
17. Seka Chekorsa
18. Sekoru
19. Setema
20. Shebe Sambo
21. Sigmo
22. Tiro Afeta